# 蕾麗宮
蕾麗宮，是日本現役純種競賽馬匹，目前主要勝利有2023年希望錦標、2024年有馬紀念。

## 出賽前
2021年4月12日出生於北海道安平町北部牧場，成長途中於一口馬主俱樂部Sunday Racing Co. Ltd.進行馬主募集。
其後交由美浦訓練中心練馬師木村哲也訓練。

## 競賽生涯

### 2歲
2023年7月9日出戰函館競馬場2歲新馬戰，由李慕華策騎。比賽開始後，其保持於約莫第五、六左右的位置穩步推進。進入直路後於於中檔位置展開猛烈的追擊，最終超越領放的建功業後以1 1/2馬位取得首勝。
其後出戰表列賽常春藤錦標，再度獲得第一人氣。比賽開始後，其選擇先行戰術於第三的位置推進，但於直路未能超越位處前方的野田巨石及Ho O Purosangue以第三落敗。
12月28日出戰希望錦標，為其首次出戰一級賽。比賽開始後，其選擇以墮後的方式推進，於大部分時間均處於尾二、三左右的位置。進入直路後，騎師李慕華指揮其於外檔不斷加速，最終於最後關頭超越率先衝出的真命新帝，以3/4馬位及破記錄的2分0.2秒時間取得首個一級賽冠軍，亦成為希望錦標於2000年改制重新開放給予雌馬參賽後首匹勝出的雌馬。

### 3歲
進入2024年，陣營安排其直行皋月賞，冀望挑戰成為繼1948年以來Hide Hikari以來再一匹勝出皋月賞的雌馬。然而賽前主戰騎師李慕華於杜拜草地大賽墮馬受傷，因而改由北村宏司策騎。比賽開始後，其於稍微出閘不順的情況馬採取留後戰術，保持於後方位置推進。進入直路後，其抽出外檔位置加速並爆發出全場最快末腳，然而仍然未能扭轉局面下無法迫近前方賽駒，最終僅以第六完賽。
其後挑戰東京優駿（日本打吡），賽前為第二人氣。比賽開始後，其選擇於中團內欄位置穩步推進，於通過對面直路時候稍為墮後至尾三左右的位置。進入直路後，其於後方位置嚮應騎師李慕華的指揮逐步抽出外檔，望空後開始展開加速，但最終後追不及下僅以第五完賽。
秋季其於秋華賞前哨戰玫瑰錦標復出，為其首次出戰雌馬限定賽事。比賽開始後，其於慢閘之下保持於隊伍最後方的位置，通過第四彎道時仍然處於末尾且騎師李慕華未有任何動作。進入直路後，其方才於追外檔位置展開猛烈的加速，可惜未能挽回局面下再度後追不及以第五落敗。
其後未有前往秋華賞，而是出戰女皇伊利沙伯二世盃和年長馬匹對決。比賽開始後，其選擇守於內欄中團位置逐步推進，於彎道時候仍然處於該位置並未抽出。進入直路後，其於中段開始發力，此時騎師李慕華嘗試將其抽入內欄取位，但被失速後退的賽駒阻擋下出現碰撞，最終未能完全加速下僅跑獲第五。
稍為休養後於12月22日出戰有馬紀念，由於主戰騎師李慕華選擇策騎名城潮流，其由戶崎圭太執繮。比賽開始後，其進佔先頭約莫第五、六左右的位置，於比賽途中一直於有遮擋的狀態下推進，直至第三彎道進入第四彎道時才逐步發力提早取位。進入直路後其於前方位置成功望空並進入加速狀態，最終跑出優秀的末腳速度下不但超越內欄的兩匹前領馬野田分位及寶徠歌劇，亦於最後一步壓贏於外側一直緊迫的同主馬大帝，以鼻位優勢險勝取得第二個分級賽冠軍，憑藉此次勝利，其成為自1960年Star Roch後時隔64年再度勝出此賽事的三歲雌馬，更為1984年分級制實施後的首匹。

### 4歲
2025年因上年度有馬紀念後被查出骨折而在上半年進行休養，在6月復出出戰寶塚紀念。比賽開始後，其選擇在中團位置展開推進，一直處於外疊的望空狀態等待時機。然而進入直路後，其始終未能發揮自身的末腳速度上前威脅對手，最終跑獲第十一的戰績。

### 詳細賽績
| 日期       | 舉辦國家 | 馬場 | 距離   | 級別 | 賽事名稱           | 負重 | 騎師     | 馬號 | 出馬 | 名次 | 時間   | 頭馬（二馬） |
| ---------- | -------- | ---- | ------ | ---- | ------------------ | ---- | -------- | ---- | ---- | ---- | ------ | ------------ |
| 9/7/2023   | 日本     | 函館 | 草1800 |      | 2歲新馬            | 55   | 李慕華   | 6    | 9    | 1    | 1:49.8 | （建功業）   |
| 21/10/2023 | 日本     | 東京 | 草1800 | L    | 常春藤錦標         | 55   | 李慕華   | 3    | 6    | 3    | 1:48.4 | 野田巨石     |
| 28/12/2023 | 日本     | 中山 | 草2000 | GI   | 希望錦標           | 55   | 李慕華   | 13   | 16   | 1    | 2:00.2 | （真命新帝） |
| 14/4/2024  | 日本     | 中山 | 草2000 | GI   | 皋月賞             | 55   | 北村宏司 | 10   | 17   | 6    | 1:57.6 | 駿天潮城     |
| 26/5/2024  | 日本     | 東京 | 草2400 | GI   | 東京優駿           | 55   | 李慕華   | 2    | 17   | 5    | 2:25.0 | 野田分位     |
| 15/9/2024  | 日本     | 中京 | 草2000 | GII  | 玫瑰錦標           | 55   | 李慕華   | 15   | 15   | 5    | 2:00.3 | 皇后徑       |
| 10/11/2024 | 日本     | 京都 | 草2200 | GI   | 女皇伊利沙伯二世盃 | 54   | 李慕華   | 7    | 17   | 5    | 2:11.6 | 艷玫華彩     |
| 22/12/2024 | 日本     | 中山 | 草2500 | GI   | 有馬紀念           | 54   | 戶崎圭太 | 8    | 15   | 1    | 2:31.8 | （大帝）     |
| 15/6/2025  | 日本     | 阪神 | 草2200 | GI   | 寶塚紀念           | 56   | 戶崎圭太 | 17   | 17   | 11   | 2:12.6 | 名將田原     |

## 血統簡介
父系文雅之士為日本賽駒，生涯戰績優秀，曾勝出大阪盃及日本盃。祖父真心呼喚爲日本馬匹，生涯戰績彪炳，曾勝出有馬紀念及杜拜司馬經典賽，退役後配種成績亦極爲優秀，爲日本近代著名種馬之一。
母系Roca為日本賽駒，生涯僅勝出一場賽事。外祖父無敵先鋒爲英國賽駒，生涯戰績優秀，曾勝出一級賽英皇佐治六世及皇后伊利沙伯錦標，退役後被社台集團引入至日本作配種馬之用。

### 血統表
| 父線：週日寧靜系（Halo系）               |                             |                   |                 |
| 種馬 文雅之士 2014年（栗色）             | 真心呼喚 2001年（棗色）     | 週日寧靜          | Halo            |
| 種馬 文雅之士 2014年（栗色）             | 真心呼喚 2001年（棗色）     | 週日寧靜          | Wishing Well    |
| 種馬 文雅之士 2014年（栗色）             | 真心呼喚 2001年（棗色）     | Irish Dance       | 東來兵          |
| 種馬 文雅之士 2014年（栗色）             | 真心呼喚 2001年（棗色）     | Irish Dance       | Buper Dance     |
| 種馬 文雅之士 2014年（栗色）             | Pirramimma 2005年（深棗色） | Unbridled's Song  | Unbridled       |
| 種馬 文雅之士 2014年（栗色）             | Pirramimma 2005年（深棗色） | Unbridled's Song  | Trolley Song    |
| 種馬 文雅之士 2014年（栗色）             | Pirramimma 2005年（深棗色） | Career Collection | General Meeting |
| 種馬 文雅之士 2014年（栗色）             | Pirramimma 2005年（深棗色） | Career Collection | River of Stars  |
| 繁殖雌馬 Roca 2012年（棗色）             | 無敵先鋒 2006年（棗色）     | 單色里            | 丹山            |
| 繁殖雌馬 Roca 2012年（棗色）             | 無敵先鋒 2006年（棗色）     | 單色里            | Hasili          |
| 繁殖雌馬 Roca 2012年（棗色）             | 無敵先鋒 2006年（棗色）     | Penang Pear       | Bering          |
| 繁殖雌馬 Roca 2012年（棗色）             | 無敵先鋒 2006年（棗色）     | Penang Pear       | Guapa           |
| 繁殖雌馬 Roca 2012年（棗色）             | Land's Edge 2006年（棗色）  | 夜舞              | 週日寧靜        |
| 繁殖雌馬 Roca 2012年（棗色）             | Land's Edge 2006年（棗色）  | 夜舞              | Dacing Key      |
| 繁殖雌馬 Roca 2012年（棗色）             | Land's Edge 2006年（棗色）  | 風中秀髮          | Alzao           |
| 繁殖雌馬 Roca 2012年（棗色）             | Land's Edge 2006年（棗色）  | 風中秀髮          | Burghclere      |
| 雌系：Highclere系（號族：2-f）           |                             |                   |                 |
| 五代內近親交配：週日寧靜 3×4、利法爾 5×5 |                             |                   |                 |

## 命名由來
名字Regaleria（レガレイラ）出自葡萄牙里斯本大區辛特拉的宮殿雷加萊拉莊園，香港則取音譯意譯結合的方式，翻譯為「蕾麗宮」。

## 外部連結
- 蕾麗宮 netkeiba.com （页面存档备份，存于）
- 血統表 （页面存档备份，存于）